# 송충
송충(宋忠, ? ~ ?)은 중국 후한 말의 학자이며, 자는 중자(仲子)이며 형주 남양군 사람이다.

## 유표의 휘하에서
후한말 형주(荊州)를 지배하던 유표(劉表)의 청을 받아들여 
유생들을 위한 학교에서 학생들을 가르쳤다. 건안 13년(208년)에 유표가 죽어, 유표의 아들 유종(劉琮)이 유표를 계승하자, 송충은 유종 밑에서 유종을 따랐다.
그리고 곧이어 유종이 조조에게 항복하려 하였는데, 그때 형주에 와 있던 유비(劉備)에게는 당분간 이 사실을 숨겼다. 하지만 유비가 문의를 해오고, 또한 숨기는데에도 한계가 있어서, 유종의 명령을 받아 송충은 유종의 항복사실을 유비에게 전하게 된다. 유비는 크게 놀라며 칼을 빼들고 송충에게 말하기를 "당신을 죽이는 것은 일도 아니지만 당신을 죽이는 것 자체가 대장부의 수치다"라며 송충을 꾸짖었고, 놀란 송충은 그대로 달아났다고 한다.
그 후 송충은 유종을 따라 조조에게 항복하였고, 조조의 영내에서 생활하였다. 유장(劉璋)이 촉(蜀)을 지배하고 있던 당시에, 평소부터 친교가 있던 촉군태수 왕상(王商)에게 허정(許靖)을 추천하기도 하였다.

## 학자로서
송충은 고문(古文) 훈고학 연구에 일가를 이루었는데 형주학파(荊州學派)에서 가장 영향력이 있었다. 여러 경서(經書)에 주석을 달았으며 『주역』의 주는 명주석으로 평가되어 오늘날까지도 전해지고있다. 그 밖의 저서에 『세본주(世本注)』와 『법언주(法言注)』가 있고 양양에서는 오경장구(五経章句)를 편집하기도 했다.

## 삼국지연의에서의 송충
소설 삼국지연의에서는 조조에게 항복하러 가는 사자를 우연히 관우가 발견하여, 관우가 그 사자를 강제로 유비앞에 끌고 간다. 사자를 목적을 알게 된 장비가 "송충을 죽여 그 피로 제물로 바치자."고 하나, 유비가 이것을 나무라고 있다. 이때 칼을 유비가 빼들지는 않았지만, 유비가 송충에게 했던 말은 사실과 거의 같다고 볼 수 있다.